# Paul Knepler
Paul Knepler (* 29. Oktober 1879 in Wien; † 17. Dezember 1967 ebenda; auch Paul Knöpler) war ein österreichischer Librettist, Komponist und Verleger.

## Leben
Paul Knepler wurde als viertes von fünf Kindern (darunter Bruder Hugo) des Moriz und der Pauline Knepler geboren. Sein Vater handelte mit Tabakspfeifen, die er auch für den südamerikanischen Markt produzierte.
Nach seinem Studium an der Universität Wien war er als Bankbeamter tätig. 1905 erwarb er die Wallishausser’sche k. u. k. Hofbuchhandlung am Hohen Markt. Nach 1910 begann Paul Knepler seine Arbeit als Verleger. Sein Verlagsprogramm war sehr vielfältig. Neben medizinischen und belletristischen Erstveröffentlichungen von Wilhelm Stekel gab er Werke unter anderem von Alfons Bolz-Feigl, Friedrich Schreyvogl und Paul Hohenau heraus. Ende Oktober 1916 übergab er Buchhandlung und Verlag seinem Bruder Hugo.
Musikalisch ohne fachliche Ausbildung, komponierte er mit Hilfe eines Ghostwriters zwei Operetten: Josefine Gallmeyer (uraufgeführt am 22. März 1921 am Wiener Bürgertheater) und Wenn der Holunder blüht (uraufgeführt am 1. Juli 1924 am Wiener Metropoltheater). 
Erfolgreicher und bekannter wurde Knepler als Librettist, unter anderem für Eduard Künneke: Die lockende Flamme (1933), Robert Stolz: Der verlorene Walzer (1933, nach dem Tonfilm Zwei Herzen im Dreivierteltakt); Oscar Straus: Drei Walzer (1935); Emmerich Kálmán: Kaiserin Josephine (1936) und für Franz Lehár: Paganini (1925) und Giuditta (1934), die wohl sein größter Erfolg war und mit der sein Name auch noch heute bekannt ist.
Nach dem Anschluss Österreichs am 12. März 1938 musste er als Jude mit seiner Frau nach Großbritannien emigrieren. In London wurde er Vorstandsmitglied des Austrian Centres und schrieb und komponierte für das Exilkabarett „Laterndl“. Weiters arbeitete er an den Kulturblättern, wie der Kulturellen Schriftenreihe des Free Austrian Movements, mit. 
Erst 1955, kurz nach seinem 75. Geburtstag, kehrte Knepler wieder nach Österreich zurück.
Sein Sohn war der Musikwissenschaftler Georg Knepler.

## Werke

### Operetten
- Josefine Gallmeyer. Operette in drei Akten. Text und Musik von Paul Knepler, 1921.
- Wenn der Hollunder blüht. Operette in drei Akten. Text von Paul Knepler und Ignaz Michael Welleminsky; Musik von Paul Knepler, 1924.

### Libretti und Texte
- Dorfschwalben aus Österreich. Gesangswalzer. Text von Paul Knepler, Musik nach Motiven von Josef Strauss arrangiert von Julius Lehnert, 1911.
- Paganini. Operette in drei Akten von Paul Knepler und Bela Jenbach, Musik von Franz Lehár, 1925.
- Das kann der Wille des Schöpfers nicht sein! Lied. Text von Paul Knepler und J. M. Welleminsky, Musik von Richard Fall, 1927.
- Geliebte! Lied. Text von Paul Knepler und Ignaz Michael Welleminsky, Musik von Richard Fall, 1927.
- Die Glocken von Paris. Operette in drei Akten von Paul Knepler und J. M. Welleminsky, Musik von Richard Fall, 1927.
- Holde Dorothee. Lied. Text von Paul Knepler und J. M. Welleminsky. Musik von Richard Fall, 1927.
- Belsazar. Oper in einem Akt von Paul Knepler und J. M. Welleminsky; Musik von Hans Peró, 1929.
- Bei der Wirtin Rosenrot. Singspiel von Beda und Paul Knepler; Musik von Leo Ascher, 1930.
- Ja, die Liebe der Studenten. Marschlied und Foxtrott. Text von Beda und Paul Knepler; Musik von Leo Ascher, 1931.
- Die Toni aus Wien: Singspiel in drei 3 Akten (4 Bildern) nach A. M. Willner und E. Rubricus von Ernst Steffan und Paul Knepler, Musik von Ernst Steffan, 1931.
- Die Dubarry. Neufassung der komischen Oper „Gräfin Dubarry“ in drei Akten von F. Zell und Richard Genée von Paul Knepler, J. M. Welleminsky und Hans Martin Cremer, Musik nach Carl Millöcker von Theo Mackeben, 1931.
- Gasparone. Operette in 10 Bildern. Neugestaltung des Textes von Ernst Steffan und Paul Knepler; Musik von Carl Millöcker, 1931.
- Giuditta. Musikalische Komödie in fünf Bildern von Paul Knepler und Fritz Löhner, Musik von Franz Lehár, 1933.
- Zwei Herzen im Dreivierteltakt. Operette nach dem Tonfilm „Zwei Herzen im Dreivierteltakt“ von Walter Reisch und Franz Schulz in der Neufassung von Paul Knepler, Robert Gilbert und Ignaz Michael Welleminsky, Musik von Robert Stolz, 1933
- Die lockende Flamme. Romantisches Singspiel in acht Bildern von Paul Knepler und Ignaz Michael Welleminsky, Musik von Eduard Künneke, 1933.
- Kaiserin Josephine. Operette in acht Bildern von Paul Knepler und Géza Herczeg. Musik von Emmerich Kálmán, 1936.
- Drei Walzer. Operette in drei Teilen von Paul Knepler und Armin Robinson. Musik von Johann Strauss Vater und Sohn bearbeitet von Oscar Straus, 1936.
- Lamparilla. Operette in drei Akten nach „El barberillo di Lavapiés“ von Luis Mariano de Larra von Roberto Gerhard, Paul Knepler und Fred S. Tysh, Musik von Francisco Asenjo Barbieri, 1955.
- Rhapsodie der Liebe. Operette in drei Akten, einem Vor- und einem Nachspiel von Peter Herz und Paul Knepler, Musik von Nico Dostal, 1963.